# Liste der Monuments historiques in Les Lèves-et-Thoumeyragues
Die Liste der Monuments historiques in Les Lèves-et-Thoumeyragues führt die Monuments historiques in der französischen Gemeinde Les Lèves-et-Thoumeyragues auf.

## Liste der Objekte
| Bezeichnung                             | Beschreibung          | Standort                       | Kennzeichnung | Schutzstatus | Datum | Bild |
| --------------------------------------- | --------------------- | ------------------------------ | ------------- | ------------ | ----- | ---- |
| Gemälde Christus erscheint den Aposteln | Holz, 17. Jahrhundert | in der Kirche St-Pierre (Lage) | PM33000566    | Classé       | 1980  |      |